# Františkánský klášter (Cheb)
Františkánský klášter v Chebu je bývalý klášter františkánského řádu menších bratří s kostelem Zvěstování Panny Marie. Celý objekt původně z poloviny 13. století se nachází na Františkánském náměstí v západočeském Chebu v Karlovarském kraji. Na témže náměstí se nachází také někdejší klášter klarisek s kostelem sv. Kláry.

## Historie

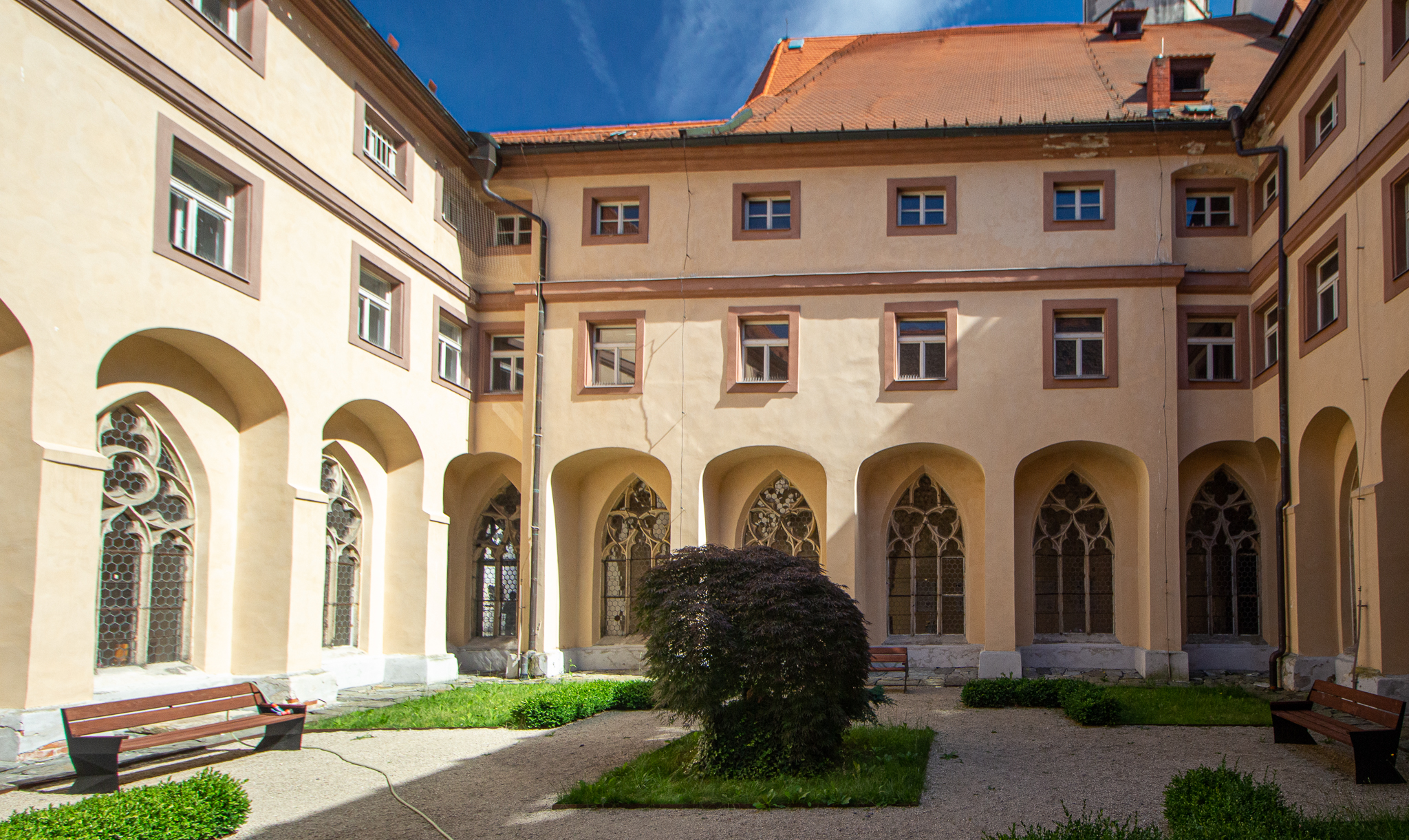
Rajský dvůr

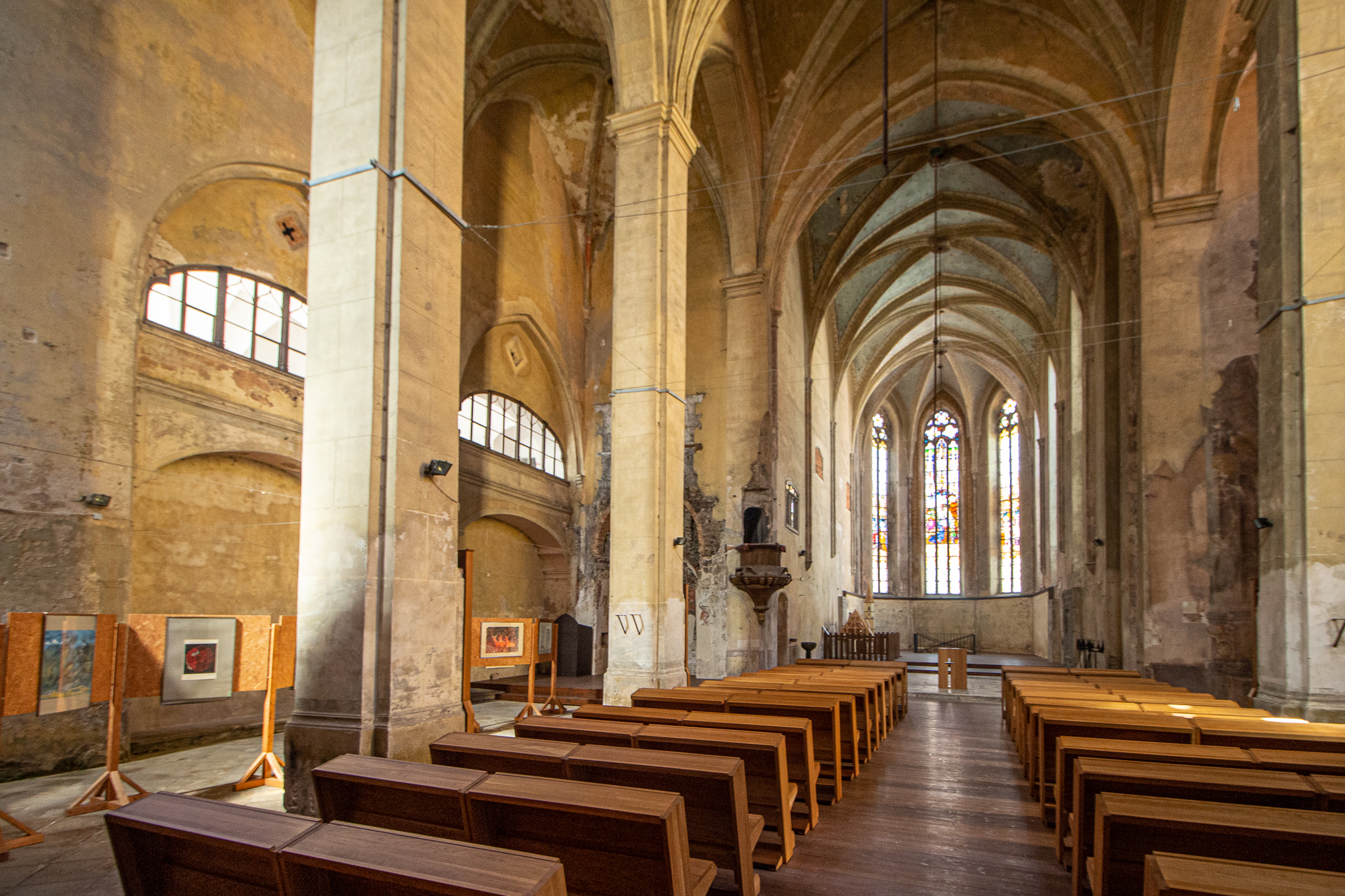
Interiér kostela Zvěstování Panny Marie zchátralý po zrušení kláštera komunisty v roce 1951.

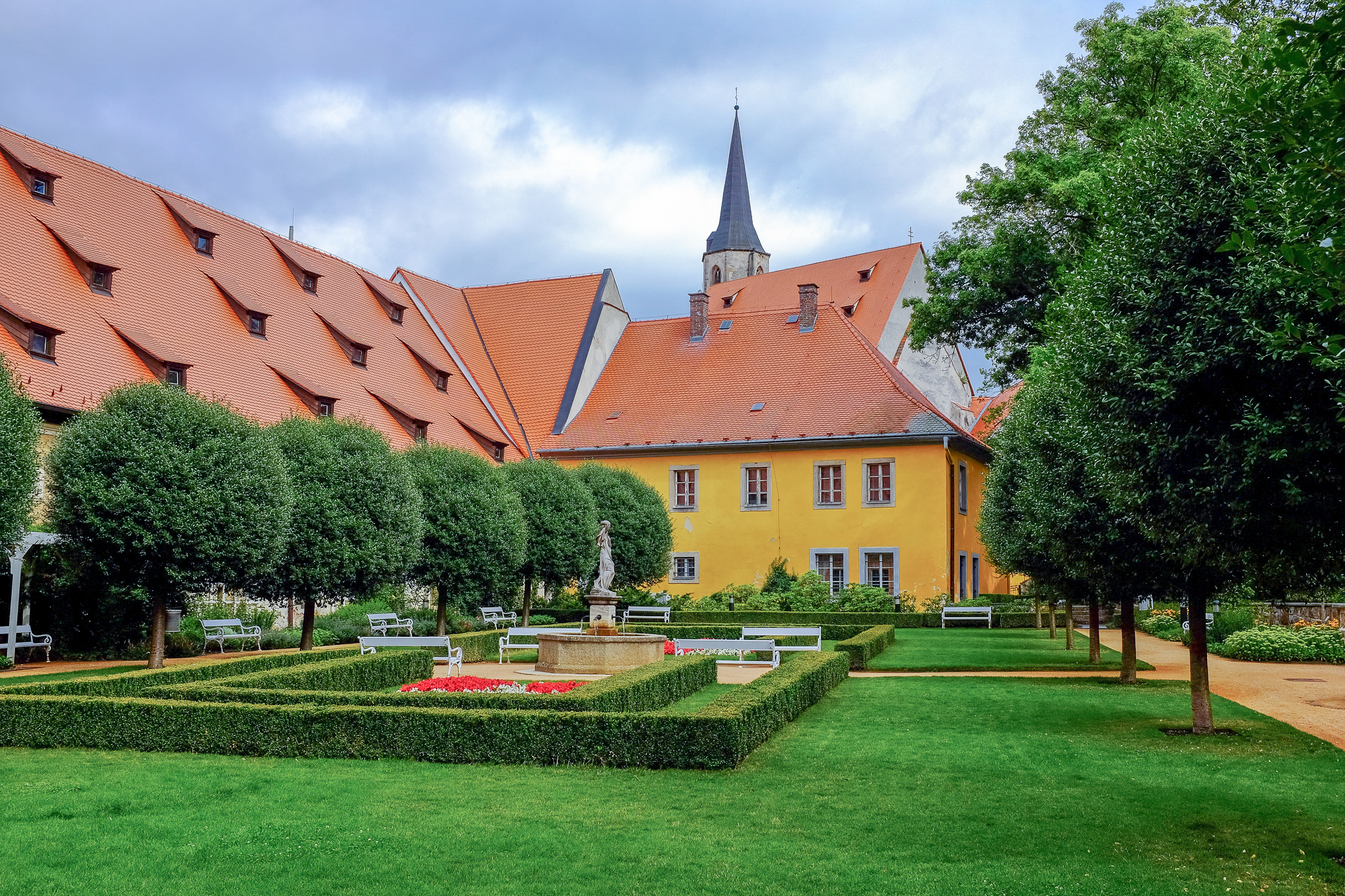
Kašna Krásné pastýřky v klášterní zahradě

Mniši františkánského řádu, založeného v roce 1210, přišli do Chebu před rokem 1256 a založili zde klášter s kostelem. Klášter administrativně spadal do saské provincie františkánů (Saxonia).
V roce 1270 město zachvátil požár, při kterém v kostele zahynuli čtyři řádoví mniši a deset dalších osob. Budovy kláštera i kostela byly požárem poničeny a později opraveny a přestavěny.
Přestavěný kostel byl roku 1285 znovuvysvěcen s patrociniem Zvěstování Panny Marie. Jedná se o třílodní gotický halový kostel, který se nachází přímo naproti bývalému klášteru klarisek. Zachovala se z něj sakristie a přilehlá část klášterní zdi a klášter z první poloviny 14. století. 
Chebští františkáni se v roce 1465 připojili k přísnějšímu proudu observantů.
V důsledku zavírání klášterů v průběhu reformace na konci 16. století zbyly v provincii Saxonia pouze dva aktivní konventy, v Halberstadtu a v Chebu. V roce 1603 pak vedení františkánského řádu rozhodlo o začlenění chebského kláštera do hornoněmecké (štrasburské) provincie řádu.  

## 20. století
Klášter existoval až do roku 1951, kdy jej františkáni museli na příkaz komunistické vlády v rámci "akce K" opustit.
Kostel a budovy bývalého kláštera jsou dnes opět přístupné veřejnosti. Dochovala se z něj křížová chodba s historickými nástěnnými malbami. 